# Megaselia gregaria
Megaselia gregaria is een vliegensoort uit de familie van de bochelvliegen (Phoridae). De wetenschappelijke naam van de soort is voor het eerst geldig gepubliceerd in 1910 door Wood.